# Alfeld (Leine)
Pour les articles homonymes, voir Alfeld.
Alfeld (Leine) est une ville située dans la partie centrale de l'Allemagne, sur les bords de la rivière Leine.
Elle fait partie de l'arrondissement de Hildesheim, dans le land de Basse-Saxe, et est au cœur de la région métropolitaine de Hanovre-Brunswick-Göttingen-Wolfsbourg.

## Présentation
L'agglomération d'Alfeld, qui comptait 20 460 habitants en 2008, conserve plusieurs monuments remarquables témoignant de l'histoire de cette cité dont les origines remontent à 1214. L'église Saint-Nicolas et la Fillerturm (vestige de l'ancienne enceinte urbaine) comptent parmi les monuments les plus anciens.
L'hôtel de ville, situé à proximité de l'église Saint-Nicolas, date de 1586 et intègre dans sa façade une tour octogonale couronnée d'un bulbe. Le cœur historique conserve des rues piétonnes et commerçantes très fréquentées.
Important élément du patrimoine industriel allemand, l'usine Fagus, réalisée par Walter Gropius et classée au Patrimoine mondial de l'humanité, est considérée comme un ensemble architectural précurseur du modernisme, et a été bâtie entre 1911 et 1913.
À proximité de la ville s'élève le massif des sept collines (Sieben Berge) et la colline du Himmelberg, culminant à 307 mètres. Certains y situent la base historique du conte des frères Grimm Blanche-Neige.

## Quartiers
Le 1er mars 1974, plusieurs villages sont incorporés à la ville d'Alfeld (Leine) dans le cadre de la réforme régionale en Basse-Saxe : Brunkensen, Dehnsen, Eimsen (de), Föhrste (de), Gerzen (Alfeld) (de), Hörsum (de), Imsen (de), Langenholzen (de), Limmer (Alfeld) (de), Lütgenholzen (de), Röllinghausen (de), Sack (Alfeld) (de), Warzen (Alfeld) (de), Wettensen (de), Wispenstein.

### Dehnsen
Dehnsen se situe dans le Leinebergland entre les Sieben Berge et la Leine à l'est et le Külf à l'ouest, à environ 7 km au nord d'Alfeld. Depuis la construction de la ligne de Hanovre à Cassel en 1854, le village en est délimité à l'est.
La consonance des noms avec la ville de Deinsen, qui n'est qu'à environ 20 km, rend difficile la recherche historique précise. Apparemment, Dehnsen s'appelait Dedensen. L'endroit est mentionné dans des documents historiques en 1400 comme Dedensen, 1588 comme Densen, 1594 comme Degensen, 1664 comme Däensen, 1732 comme Dähnsen, 1708 et 1720 comme Dehnsen.
En plus du comte de Hallermund, les seigneurs féodaux de Dehnsen sont les comtes de Wohldenberg et l'abbaye de Gandersheim. Les chroniques les plus anciennes concernant leurs possessions à Dehnsen remontent à l'année 1274, au cours de laquelle Aschwin II von Steinberg donne trois sabots à Dehnsen à la cathédrale Sainte-Marie de Hildesheim.

## Histoire
| Appartenances historiques Principauté épiscopale d'Hildesheim 1235-1803 Royaume de Prusse 1803-1807 Royaume de Westphalie 1807-1813 Royaume de Hanovre 1814-1866 Royaume de Prusse (Province de Hanovre) 1866-1871 Empire allemand 1871–1918 République de Weimar 1918-1933 Reich allemand 1933-1945 Allemagne occupée 1945-1949 Allemagne de l'Ouest 1949–1990 Allemagne 1990–présent |

## En fiction
Alfeld est une ville stratégique où les forces de l'OTAN et du Pacte de Varsovie se livrent de nombreuses batailles dans le roman Tempête rouge de Tom Clancy.